# Рогожинова, Дарья Анатольевна
Дарья Анатольевна Рогожинова (род. 18 февраля 2006, Руза) — российская пловчиха, чемпионка и призёр чемпионатов России, мастер спорта России (2020).

## Биография
Рогожинова уроженка города Руза, Московской области. Завершила обучение в средней школе № 2.

## Карьера
Рогожинова — воспитанница школы олимпийского резерва по водным видам спорта, тренируется под руководством Дарьи Белякиной и Ольги Кирсановой. Специализируется в комплексном плавании и баттерфляем.
В 2020 году удостоена звание «Мастер спорта России».
В 2024 году стала победительницей Игр стран БРИКС на дистанции 200 метров комплексным плаванием, чемпионкой России и обладательницей Кубка России на дистанции 400 метров комплексным плаванием.

## Документы
- Приказ о присвоении звания «Мастер спорта России»